# Piaggio P.108
Piaggio P.108 (Пиаджо П.108) е италиански тежък четиримоторен бомбардировач от периода на Втората световна война.
Създаден в края на 1930-те години, това е един изключително модерен самолет за времето си, съпоставим в много отношения с легендарната „летяща крепост“ B-17 Flying Fortress. В него са въплътени много напредничави инженерни решения, но въпреки това самолетът притежава и някои сериозни недостатъци, благодарение на които отношението към него, както по време на активната му служба, така и в световната авиационна история, е нееднозначно.

## Създаване
Фирмата Piaggio Aero има известен опит в разработката на четиримоторни бомбардировачи. На базата на разработения през 1937 г. четиримоторен P.50, отхвърлен заради лошата си аеродинамика, е разработен Р.50/II, който обаче също не е одобрен от военните. Под ръководството на главния конструктор Джовани Казираги, имащ известен опит от работата си в САЩ в периода 1927 – 1936 г., веднага е разработен нов проект – Piaggio P.108. Новата машина е в две версии – тежък бомбардировач P.108B (Bombardiere) и пътнически самолет P.108C (Civile).
През 1939 г. Regia Aeronautica (RA, Кралските ВВС на Италия) обявява конкурс за създаването на тежък бомбардировач, с който да бъде въоръжена една авиогрупа, чиято основна задача се предвижда да бъде бомбардировки на отдалечените военноморски бази на евентуалния противник в Средиземноморието. Изискванията са високи за времето си: максимална скорост 500 km/h, далечина на полета 4000 km с 2000 kg бомбов товар и отбранително въоръжение от поне шест картечници с голям калибър. В конкурса участват Cant Z.1014, Caproni Ca.204 и Ca.211, Ambrozio 404 и Piaggio P.112. Piaggio P.112 е вариант на P.108B с двигателите Piaggio Р. ХХII, които обаче още са в процес на разработка. За победител в конкурса е избран Cant Z.1014, но тъй като и неговите двигатели не са готови, сделката се проваля. Стига се дотам, че се обмисля лицензното производство на току-що появилият се американски B-17 Flying Fortress, но високата цена и главно зависимостта от друга държава, водят до отказ от това намерение. Единствената алтернатива пред RA е Piaggio P.108B, който сравнително бързо може да бъде подготвен за серийно производство. След известни колебания от страна на военните, тъй като самолетът не покрива изцяло изискванията им, все пак е взето решение за приемането му на въоръжение и внедряването му в серийно производство.
Прототипът с двигатели Р. ХII (1350 hp) прави първия си полет на 24 ноември 1939 г. и в него се проявява основния недостатък на машината – самолетът е тежък в управлението. Въпреки това, бомбардировачът е изключително модерен за времето си. Той разполага с 8 х 12.7-mm картечници Breda-SAFAT, като две от тях, разположени върху гондолите на външните двигатели са дистанционно управляеми, което е абсолютна новост – подобно инженерно решение се появява едва четири години по-късно на американския B-29 Superfortress, за да стане обичайно при следвоенните самолети.
Изпитанията на бомбардировача продължават до средата на 1941 г., когато полита четвъртият прототип с новите двигатели Р.ХХII (1480 hp), които се монтират на всички следващи машини.

## Варианти
- P.108B Bombardiere – Основен вариант на самолета; тежък четиримоторен бомбардировач, произвеждан в две серии P.108B-I и P.108B-II. Предвижда се производството и на серии III и IV, но капитулацията на Италия през 1943 г. преустановява работата по тях. Произведени 24 машини с прототипите.

- P.108A Artigliere – Вариант за борба с кораби. Въпреки че са направени успешни изпитания за използването на P.108B като торпедоносец, въоръжен с две-три торпеда, за борба с надводни съдове е избран вариантът със 102-mm оръдие L/40 в носовата част, получил обозначението P.108A (Artigliere; Артилерийски). Оръдието е монтирано с лек наклон надолу по посоката на полета и има боен запас от 50 снаряда. Това води до увеличаване на масата на самолета с 2000 kg, но след усилване на конструкцията машината е сметната за сполучлива и е взето решение за серийно производство. Въпреки това е построен само един самолет.

- P.108C Civile – Вариант като авиолайнер с 32 комфортни места за пътници. Леко е увеличен размахът на крилото. Построени пет самолета, четири от които доработени до стандарта на P.108T.

- P.108T Trasporto – Вариант като военно-транспортен самолет на базата на P.108C. Намалено е отбранителното въоръжение (4 х 12.7-mm картечници). Вътрешният обем е увеличен (над 77 м3), като в самолета могат да се поберат два изтребителя Macchi C.200. P.108T може да превозва до 60 войници[2] или 12 – 13 t товари[3]. Произведени 11 или 12 машини.

- P.133 (P.108bis) – Модернизация на P.108B; конструкцията е олекотена, скоростта е увеличена, увеличено е и бомбовото натоварване (до 4800 kg) и е усилено отбранителното въоръжение (6 х 20-mm оръдия MG 151/20 3 x 12.7-mm картечници Breda-SAFAT). Предвидено е производството на 24 машини, но до капитулацията на Италия е построен само един прототип.

## Оперативна история

### Италия
Предвижда се с бомбардировачите P.108B да бъдат въоръжени 274-та и 275-а ескадрили, които да сформират една авиогрупа. 274-та Squadriglia Bombardamento a Grande Raggio (Бомбардировъчна ескадрила за далечно действие) е сформирана на 1 юни 1941 г. с база в Пиза и получава първите си самолети през юли същата година. Неин командир е капитан Бруно Мусолини, по-малкият син на италианския диктатор Бенито Мусолини, който преди това преминава обучение по използването на многомоторни самолети в KG 40 на Луфтвафе, въоръжена с Fw 200 Condor.
На 7 август 1941 г. бомбардировач Piaggio P.108B с командир Бруно Мусолини, след повреда в хидравликата и последвала пилотска грешка, се разбива край Пиза. В катастрофата загиват трима души, сред които е и Мусолини. Тази катастрофа довежда до намаляване на производството и модернизиране на оборудването, част от което е заменено с немско. Всички тези проблеми довеждат до това, че 274-та ескадрила, наречена междувременно „Бруно Мусолини“, остава единствената в Regia Aeronautica, въоръжена с тези самолети.
През юни 1942 г. три Piaggio P.108B (от пет, с които разполага 274-та ескадрила към момента) изпълняват първата бойна задача, състояща се в търсене на британски конвои в Средиземно море. На 28 юни от новата си база в Дечимоману, Сардиния, петте самолета излитат за нощна бомбардировка на английската военноморска база в Гибралтар. Един се връща поради повреда в двигателите, другите четири достигат и бомбардират Гибралтар, но по обратния път три от тях (поради неопитност на екипажите, довела до привършване на горивото) кацат в Испания, при което два от самолетите са разбити.
През 1942 г. 274-та ескадрила извършва още няколко полета, при които са нанесени незначителни щети, както и мисии по разузнаване над Средиземно море и бомбардировки на съюзническите части, десантирали на африканския бряг в хода на операция Факел. Мисиите над Африка продължават и през 1943 г., когато са свалени и първите P.108B от британски изтребители; по-късно през същата година бомбардировачите P.108B се сражават срещу съюзниците и в хода на операция Хъски.
От юни 1941 г. до септември 1943 г. самолетите P.108B на италианска служба изпълняват 29 бойни мисии, при които са загубени 13 машини – пет свалени от изтребители и осем – поради повреди и грешки в пилотажа.

### Германия
След капитулацията на Италия през 1943 г., в немски ръце попадат общо 15 машини P.108 – 8 P.108B, 6 P.108С и единствения P.108А. Малко по-късно към тях са добавени още 5 P.108Т от заводите в Северна Италия, намиращи се под немски контрол. В Луфтвафе, предвид италианския опит, P.108 са използвани изключително като транспортни самолети и никога като бомбардировачи. Летят над Средиземноморието, Норвегия, Румъния и СССР.